# Eduard Schützek
Eduard Schützek (1890-1979) est un général allemand de la Luftwaffe, actif pendant la Seconde Guerre mondiale. Il fut chef des transmissions du secteur nord-est à l'état-major de la Luftwaffe, en 1945.

## Biographie
Eduard Schützek naît le 31 octobre 1890, à Metz, une ville de garnison animée d'Alsace-Lorraine. Avec sa ceinture fortifiée, Metz est alors la première place forte du Reich allemand, constituant une véritable pépinière d'officiers supérieurs et généraux. 

### Première Guerre mondiale
Volontaire, Eduard Schützek s'engage à 24 ans dans la Deutsches Heer, le 1er février 1915. Gefreiter der Reserve en septembre 1915, il est affecté dans les transmissions. Il gravit rapidement les échelons hiérarchiques. Sergent en février 1916, il est promu Vizefeldwebel, adjudant, en mai 1916 et Leutnant, sous-lieutenant, le 18 novembre 1916. Schützek participe aux opérations militaires avec la 25e Infanterie-Division, d'abord au 2e bataillon de transmissions, puis avec d'autres unités. Il termine la guerre comme officier subalterne.

### Entre-deux-guerres
Eduard Schützek s'engage dans la police le 20 janvier 1920 avec le grade de Polizei-Leutnant. Comme ses compatriotes Johannes Hintz et Sigmund von Imhoff, Schützek fait carrière dans la police de la République de Weimar. Promu Oberleutnant, lieutenant de police, à Allenstein, le 13 juillet 1921, il est promu Polizei-Hauptmann, capitaine de police, à Königsberg, le 24 mai 1924. Affecté ensuite à Cassel en 1930, puis à Stettin en 1933, il est promu Polizei-Major, commandant de police, en janvier 1935. En août 1935, Schützek quitte la police pour la Luftwaffe, avec le grade de Major, commandant. Schützek est nommé commandant de la Luftnachrichten-Schule de Halle, l'école des transmissions de l'armée de l'air allemande. Le 17 février 1936, il est affecté, comme spécialiste des transmissions, au Luftkreis-Kommando I, l'état-major du 1er district aérien. En septembre 1936, il prend la tête du Luftnachrichten-Abteilung I, un détachement dédié aux transmissions de la Luftwaffe. En mars 1938, il est promu Oberstleutnant, lieutenant-colonel, et prend la tête du Luftgau–Nachrichten-Regiment 3. Nommé chef des transmissions du Luftgau-Kdo. III en septembre 1939, il occupe ce poste lorsque la guerre éclate.

### Seconde Guerre mondiale
Nommé chef des transmissions du Luftgau-Kdo. III en septembre 1939, Schützek occupe ce poste lorsque la guerre éclate. Il quitte le 3e régiment pour le 1er régiment de transmissions en octobre 1939, lorsqu’il est nommé chef des transmissions du Flakkorps I, le 1er corps de la défense anti-aérienne allemande. En avril 1940, il est promu Oberst, colonel. Le 22 juin 1940, Schützek est nommé chef du personnel du Flugmelde-Inspizient, le service d'inspection de la Luftwaffe. En avril 1942, il est nommé adjoint du Höherer Nachrichtenführer, le chef des transmissions de la Luftflotte 1. En juin 1942, il est aussi nommé chef des transmissions du 10e Flak-Korps. Le 12 juin 1943, il est nommé Höherer Nachrichtenführer de la Luftflotte 2, la 2e flotte aérienne allemande. Promu Generalmajor, général de brigade, en octobre 1943, Eduard Schützek est affecté au Flugmelde-Inspizient d.Lw, le service d'inspection de la Luftwaffe, en décembre 1943. Le général Schützek occupera ce poste jusqu'en avril 1945. Peu avant la défaite, le 11 avril 1945, Schützek est nommé responsable des transmissions, pour le secteur nord-est, à l'état-major de la Luftwaffe. Fait prisonnier par les Alliés le 8 mai 1945, il est finalement libéré le 26 juin 1947.
Eduard Schützek décèdera à Wiesbaden, en Allemagne, le 6 janvier 1979. Il repose au cimetière Biebrich de la commune.

## Sources
- Henry L. deZeng IV, Douglas G. Stanke: Luftwaffe Officer Career Summaries - Luftwaffe Officers 1935 - 1945, Section S - Z, avril 2012 (en ligne)